# گیمر

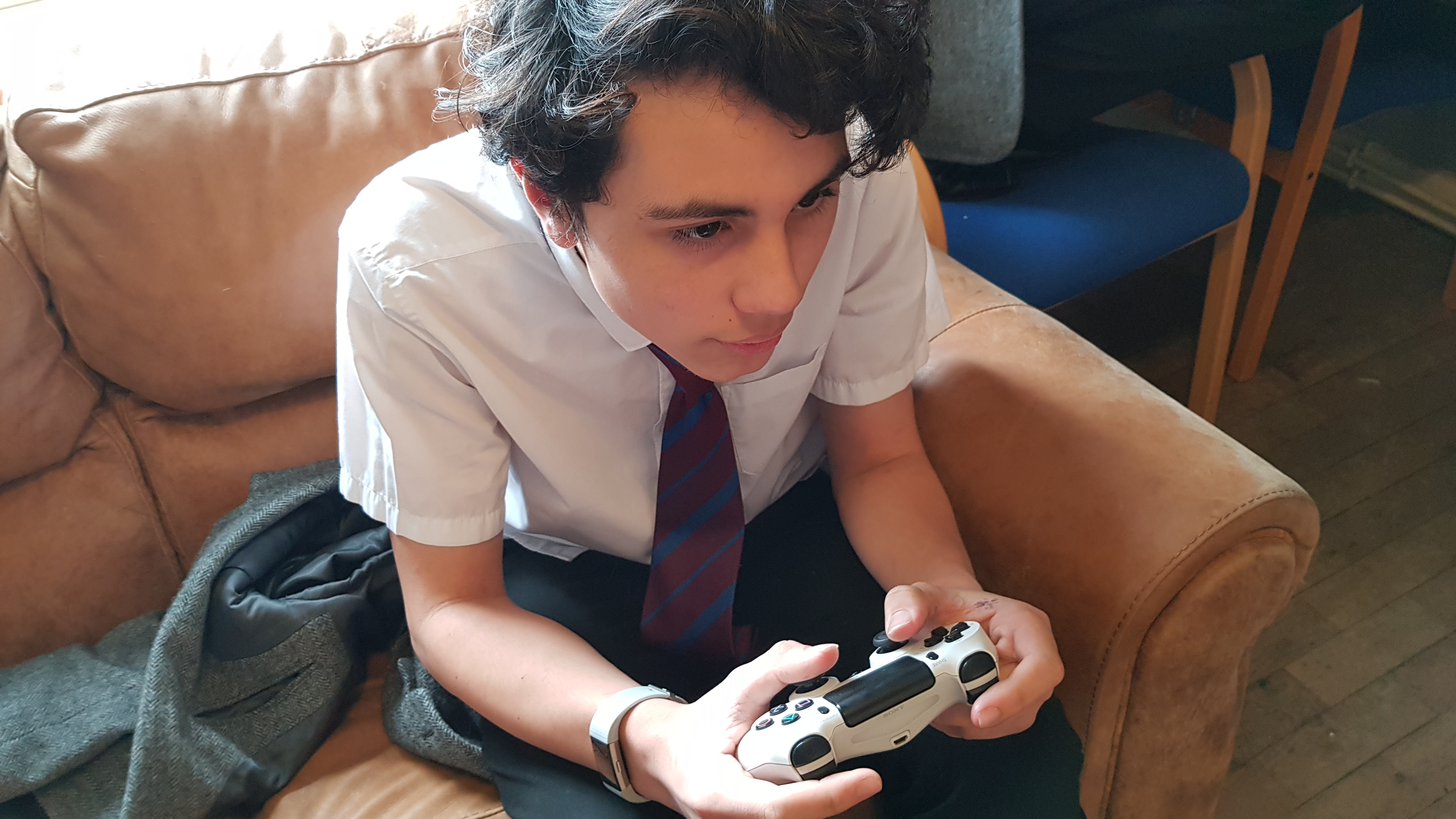
پسری که یک بازی ویدئویی بازی می‌کند

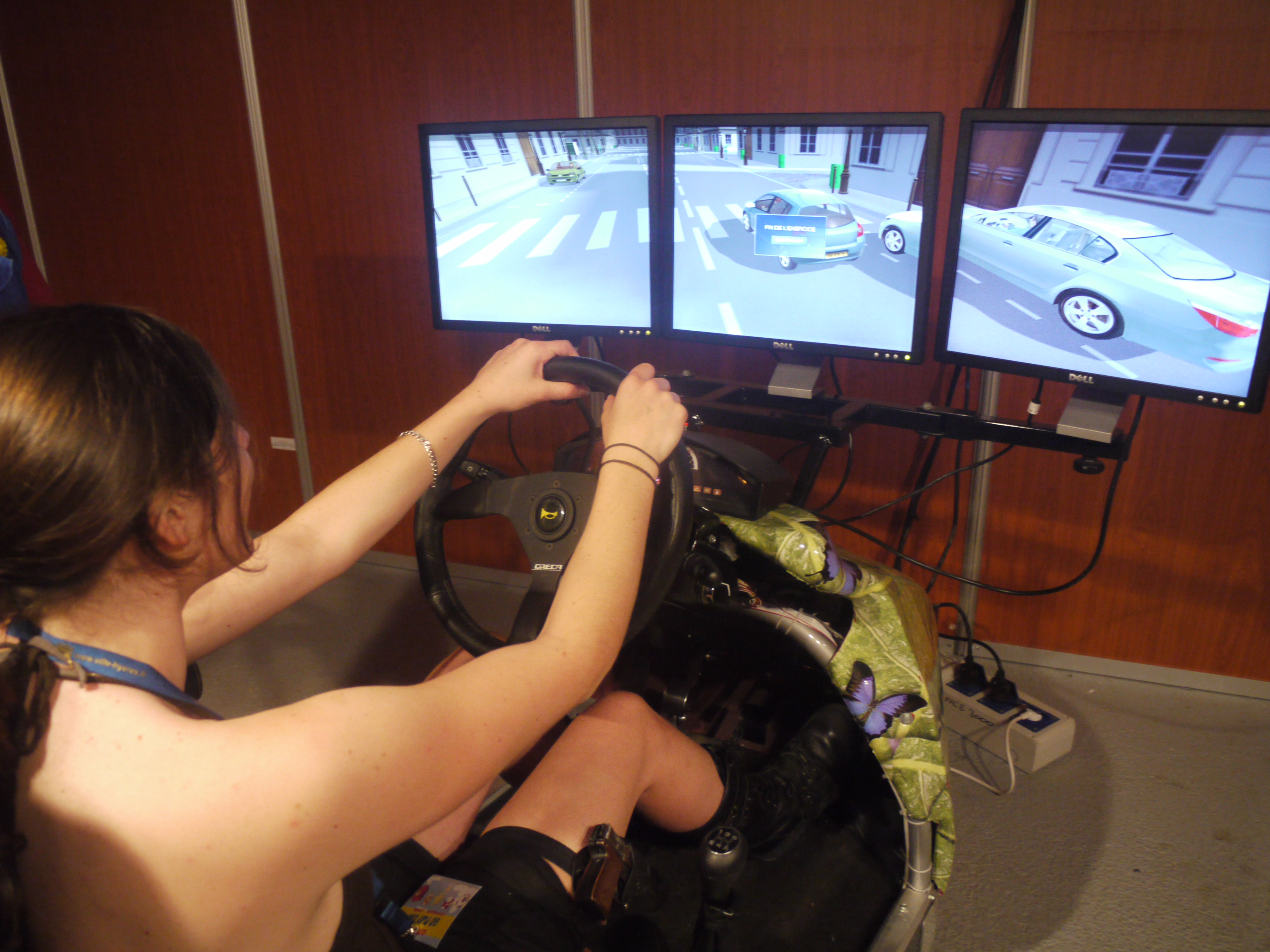
یک دختر در حال بازی

گیمر (انگلیسی: Gamer) یا بازی‌باز کسی است که معمولاً به بازی‌های تعاملی که شامل بازی‌های ویدئویی می‌شود، می‌پردازد و روزانه آنها را بازی می‌کند. گیمر، به کسی که به‌عنوان نمونه، تنها یک بازی را بازی می‌کند، گفته نمی‌شود؛ بلکه باید دست کم، چندین بازی ویدیویی را تجربه کرده‌باشد.

## رده‌بندی گیمرها
در ایالات متحده از سال ۲۰۱۸، ۲۸٪ از گیمرها زیر ۱۸ سال، ۲۹٪ از گیمرها بین ۱۸ تا ۳۵ سال و ۲۰٪ از گیمرها بین ۳۶ تا ۴۹ و ۲۳٪ بالای ۵۰ سال دارند. در انگلستان از سال ۲۰۱۴، ۲۹٪ افراد زیر ۱۸ سال، ۳۲٪ افراد بین ۱۸ تا ۳۵ و ۳۹٪ بالای ۳۶ سال دارند. طبق تحقیقات مرکز تحقیقات پیو، ۴۹٪ از بزرگسالان در مواقعی از زندگی خود حداقل یک بازی ویدئویی را بازی کرده‌اند و این افراد همان‌هایی هستند که بیشتر به فرزندان خود اجازه بازی کردن را می‌دهند. زنان درصد کمتری از گیمرها را تشکیل می‌دهند و حرفه‌ای‌ترین و پولدارترین گیمرهای جهان مردها هستند.

## انواع

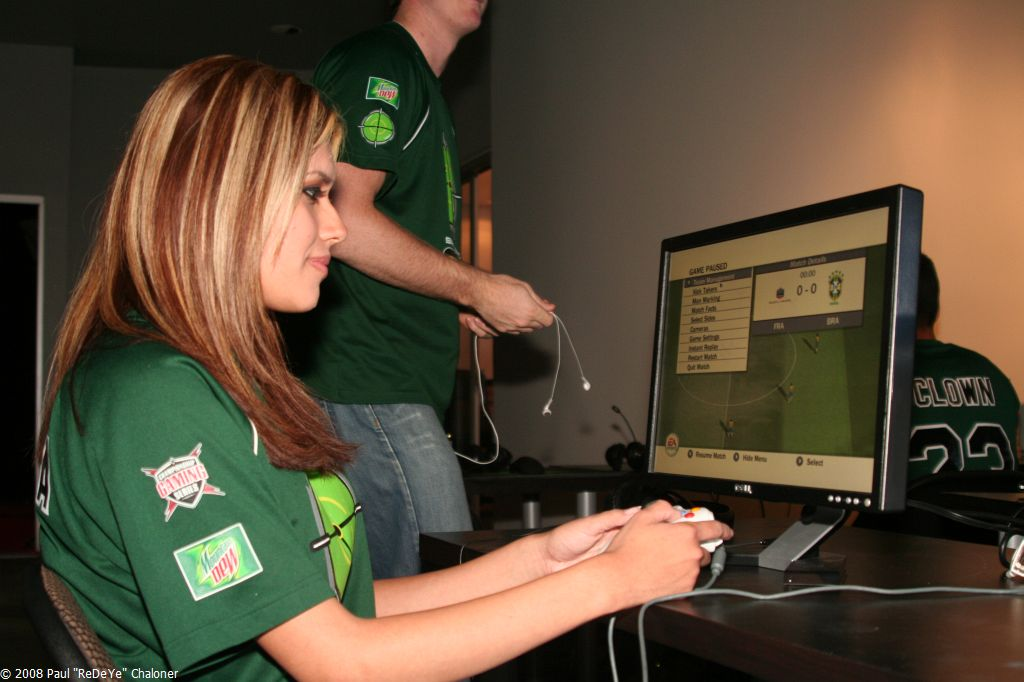
دختری درحال بازی ویدئویی فوتبال

برای رسانه‌های بازی، تحلیلگران صنعت بازی و دانشگاهیان معمول است که گیمرها را به دسته‌های رفتاری گسترده تقسیم کنند. این دسته‌ها گاهی بر اساس سطح تعهد به بازی، گاهی بر اساس نوع اصلی بازی انجام می‌شود و گاهی با ترکیبی از آن‌ها و عوامل دیگر جدا می‌شوند. در مورد تعاریف یا نام این دسته‌ها اتفاق نظر کلی وجود ندارد، اگرچه تلاش‌های زیادی برای رسمی کردن آنها صورت گرفته‌است. مروری بر این تلاش‌ها و عناصر مشترک آن‌ها در ادامه می‌آید.
- تازه‌کار یا نیوبی (انگلیسی: Newbie): (معمولاً از کوته‌نوشت نوب استفاده می‌شود) یک اصطلاح عامیانه‌ی انگلیسی برای یک تازه‌کار یا تازه‌وارد به یک بازی خاص، یا به‌طور کلی به بازی.[۳][۴]
- گیمر تفننی (انگلیسی: Casual gamer): این اصطلاح اغلب برای بازی‌بازهایی به کار می‌رود که عمدتاً بازی‌های تفننی انجام می‌دهند، اما همچنین می‌تواند به گیمرهایی اشاره کند که کمتر از سایر گیمرها بازی می‌کنند.[۵] گیمرهای تفننی ممکن است بازی‌هایی را که برای سهولت در گیم‌پلی طراحی شده‌اند، یا بازی‌های مرتبط‌تر را در جلسات کوتاه یا با سرعت کمتری نسبت به گیمرهای هاردکور انجام دهند.[۶] انواع بازی‌هایی که گیمرهای تفننی انجام می‌دهند، متفاوت است، و احتمال کمتری دارد که یک کنسول بازی ویدیویی اختصاصی داشته باشند. نمونه‌های قابل‌توجهی از بازی‌های تفننی عبارتند از سیمز و نینتنداگز. جمعیت گیمرهای تفننی تا حد زیادی با سایر گیمرهای ویدیویی متفاوت است، زیرا این گیمرها مسن تر و عمدتاً زن هستند. بازیکنان تناسب اندام، که بازی‌های ورزشی مبتنی بر حرکت را انجام می‌دهند، به عنوان گیمرهای تفننی نیز دیده می‌شوند.[۷]
- گیمر سرسخت (انگلیسی: core gamer): (همچنین نیمه میانه) بازیکنی با طیف وسیعی از علایق نسبت به یک گیمر تفننی و احتمال بیشتری دارد که با اشتیاق انواع مختلف بازی‌ها را انجام دهد،[۸] اما بدون مقدار زمان صرف شده و حس رقابت یک هاردکور گیمر، گیمر سرسخت از بازی‌ها لذت می‌برد اما ممکن است هر بازی را که می‌خرد تمام نکند و یک مصرف کنندهٔ هدف باشد.[۹][۱۰] رئیس سابق نینتندو، ساتورو ایواتا، اظهار داشت که آنها وی یو را طوری طراحی کردند که پاسخگوی گیمرهای سرسخت که در بین دسته‌های تفننی و متعصب قرار دارند، باشد.[۱۱] تعدادی نظریه در مورد افزایش محبوبیت بازی‌های میانه ارائه شده‌است. جیمز هرست‌هاوس، بنیان‌گذار رودهاوس اینتراکتیو، تکامل دستگاه‌ها را به سمت تبلت‌ها و رابط‌های صفحه لمسی نسبت می‌دهد، در حالی که جان رادوف از دیسراپتور بوم ظهور بازی‌های میانه را با افزایش‌های مشابه در پیچیدگی رسانه‌ای که در رسانه‌هایی مانند تلویزیون رخ داده‌است مقایسه می‌کند.[۱۲]
- گیمر متعصب (انگلیسی: Hardcore gamer): ارنست آدامز و اسکات کیم معیارهای طبقه‌بندی را پیشنهاد کرده‌اند تا «بازی‌باز متعصب» را از گیمرهای تفننی متمایز کنند،[۱۳] که بر عمل، رقابت، پیچیدگی، جوامع بازی، و در جریان پیشرفت‌های سخت‌افزاری و نرم‌افزاری تأکید دارند. دیگران سعی کرده‌اند این تمایز را اساساً بر اساس پلتفرم‌هایی که یک گیمر ترجیح می‌دهد، ترسیم کنند،[۱۴] یا اینکه کل مفهوم تشخیص اتفاقی از متعصب را به‌عنوان تفرقه‌انگیز و مبهم محکوم کنند.[۱۵]